# Eduard Kokojty
Eduard Džabejevič Kokojty (osetsky Кокойты Джабейы фырт Эдуард, rusky Эдуа́рд Джабе́евич Коко́йты), někdy také Kokojev (* 31. října 1964) je bývalý prezident republiky Jižní Osetie, jednostranně vyhlášené v severní části Gruzie.

## Životopis
Narodil se v Cchinvali. Po ukončení střední školy pracoval jako elektrikář. Byl členem sovětského zápasnického týmu a roce 1980 vyhrál mistrovství Gruzínské SSR a získal titul mistr sportu. V letech 1983–1985 sloužil v sovětské armádě. Po vojně vystudoval Jihoosetskou státní univerzitu a stal se učitelem těsné výchovy. Před rokem 1989 byl ve Cchinvali prvním sekretářem sovětského Komsomolu, mládežnické organizace sovětské komunistické strany. V roce 1992 se přestěhoval do Moskvy a stal se podnikatelem.
Během události gruzínsko-osetinského konfliktu (1990–1991), vytvořil a vedl vojenskou skupinu obránců Osetie, která vstoupila do bojové skupiny Gris Kochiev .
Od roku 1990 až 1993 – poslanec parlamentu Jižní Osetie.
Od roku 1993 do 1997 pracoval jako asistent náměstka Státní dumy Ruské federace pro Severní Osetii.
V únoru 1997 na základě dekretu prvního prezidenta Jižní Osetie Ljudviga Chibirova byl jmenován zástupcem Jižní Osetie v Ruské federaci v hodnosti ministra republiky Jižní Osetie.
V roce 2001 se vrátil do Jižní Osetie a byl zvolen prezidentem vzniklé separatistické republiky, která vyhlásila nezávislost na Gruzii. V listopadu 2006 byl znovuzvolen prezidentem Jižní Osetie, ale jeho opozice zorganizovala paralelní volby, ve kterých zvítězil bývalý jihoosetský premiér Dmitrij Sanakojev.
Patří mezi tvrdé zastánce nezávislosti Jižní Osetie na Gruzii. Před prezidentskými volbami v roce 2006 prohlásil, že gruzínsko-osetínský konflikt není mezietnický, ale politický, způsobený gruzínskou snahou nadřadit normy západní demokracie nad „tradiční kavkazské právo“.